# Pound for pound
Pound for pound (читається з англійської як «паунд-фо-паунд»; скор. P4P) — термін, що використовується у двобоях, зазвичай у боксі, по відношенню до бійця, який визнаний найкращим незалежно від вагової категорії. P4P - порівняння рівнів майстерності бійців (зазвичай боксерів), незалежно від того, в якій ваговій категорії вони знаходяться. Термін увійшов у вжиток завдяки боксеру Бені Леонарду, який домінував як Чемпіон з травня 1917 до січня 1925 року. Але більшість істориків боксу вважають, що концепція найкращого бійця незалежно від вагової категорії з`явилася у 1940-х роках з появою боксера Шуґара Рея Робінсона. Багато хто з боксерської спільноти до сьогодні визнають його найкращим боксером усіх часів. У 1990 році цей термін знову став актуальним, з появою першого рейтингу найкращих боксерів за версією журналу «Ринг» (англ. Ring Magazine pound for pound).